# Marcelo Campo
Marcelo Campo (* 1. Juli 1957 in Quilmes; † 26. Juni 2021 in Punta del Este) war ein argentinischer Rugbyspieler. Er nahm 1987 mit der argentinischen Rugby-Union-Nationalmannschaft an der Rugby-Union-Weltmeisterschaft teil.